# Futoshi Matsunaga
Futoshi Matsunaga (松永 太 Matsunaga Futoshi?,  28 de abril de 1961) es un asesino serial japonés.
Matsunaga asesinó a siete personas, incluyendo a dos niños entre 1996 y 1998. La policía japonesa encontró evidencias de los crímenes en 2002 pero nunca encontró evidencias de los restos, algo que no importa ya que las otras evidencias eran suficientes como para condenar a Futoshi Matsunaga, quien actuó en compañía de su cómplice y cónyuge, Junko Ogata (緒方 純子 Ogata Junko, nacida el 25 de febrero de 1962), la cual también sufrió los abusos de su propio cómplice, Futoshi.
El 28 de septiembre de 2005, una corte de distrito de Fukuoka condenó a Matsunaga y a Ogata a la pena de muerte por ahorcamiento.

## Víctimas
1. Kumio Toraya (虎谷久美雄, 34 años).
2. Takashige Ogata (緒方誉, 61 años).
3. Shizumi Ogata (緒方静美, 58 años).
4. Rieko Ogata (緒方理恵子, 33 años).
5. Kazuya Ogata (緒方主也, 38 años).
6. Yuuki Ogata (緒方優貴, 5 años).
7. Aya Ogata (緒方彩, 10 años).